# Toshio Nakajima
Toshio Nakajima ist ein japanischer Manager. Er ist seit dem 1. November 2005 Vorstandsvorsitzender von NEC Electronics.
Nakajima studierte Ingenieurwesen. Seit 1970 arbeitet er für NEC. Er hat sich schon früh auf Halbleiter konzentriert. Er war General Manager in der Abteilung für System LSI Chips und leitete die Entwicklungsabteilung. 2001 arbeitete er für NEC Electronics America, dessen Vorsitz er später übernahm.